# Takeshi Watanabe (Fußballspieler)
Takeshi Watanabe (jap. 渡辺 毅, Watanabe Takeshi; * 10. September 1972 in Fujieda, Präfektur Shizuoka) ist ein ehemaliger japanischer Fußballspieler.

## Nationalmannschaft
1997 debütierte Watanabe für die japanische Fußballnationalmannschaft.

## Errungene Titel
- J. League Cup: 1999